# Тымовск (локомотивное депо)
Тымовск — оборотное (бывшее основное) локомотивное депо Сахалинского региона Дальневосточной железной дороги, расположенное на одноимённой станции.

## История

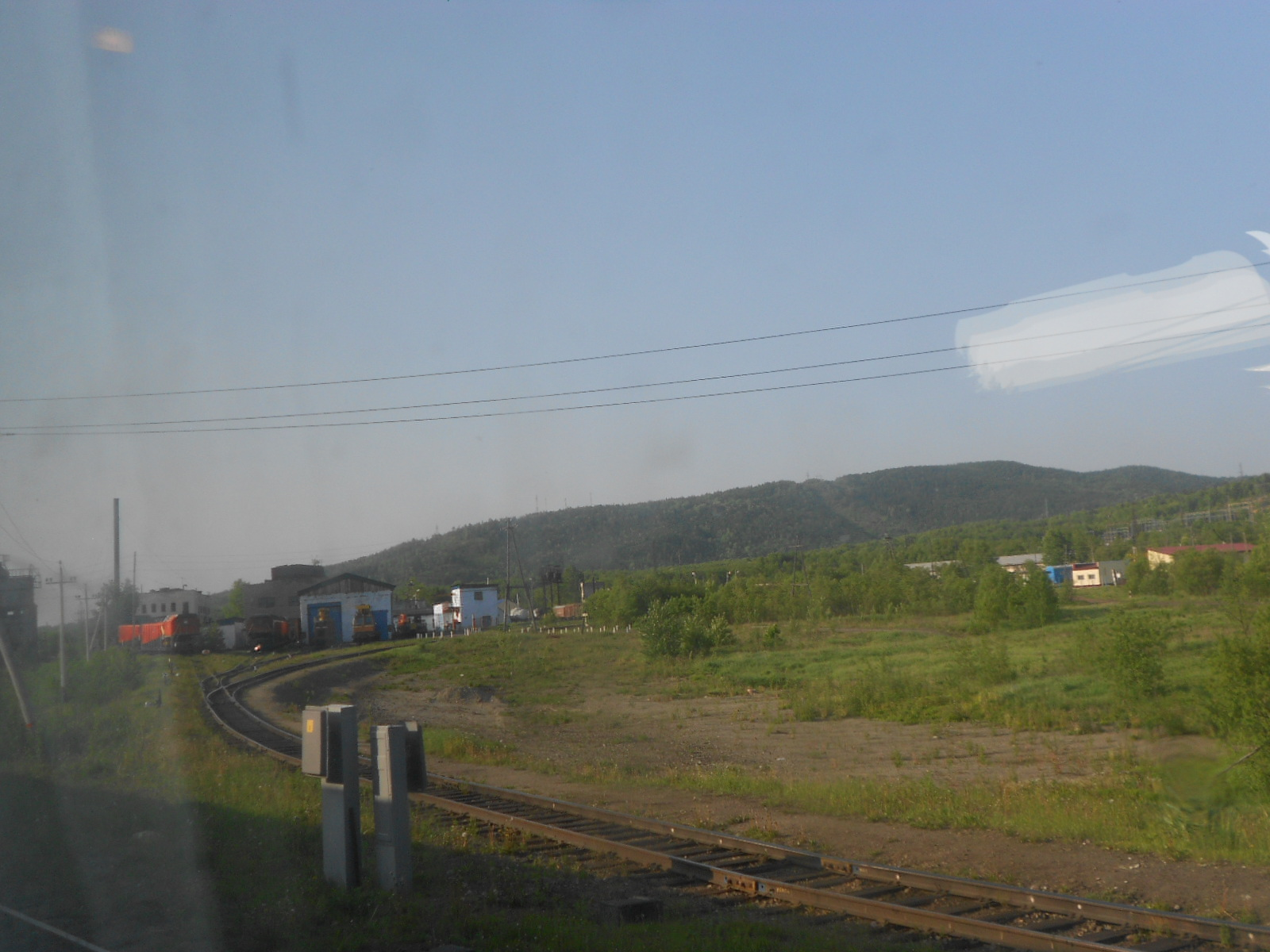
Въезд в депо (2016)

Депо открыто в 1975 году в конце пускового участка Победино — Тымовск. До 1992 года являлось ТЧ-16 ДВЖД, в 1992—2010 годах ТЧ-4 СахЖД.
В депо имеется база отстоя списанной железнодорожной техники.

## Тяговые плечи
Депо обслуживает грузовые поезда на участке Поронайск — Ноглики.

## Подвижной состав

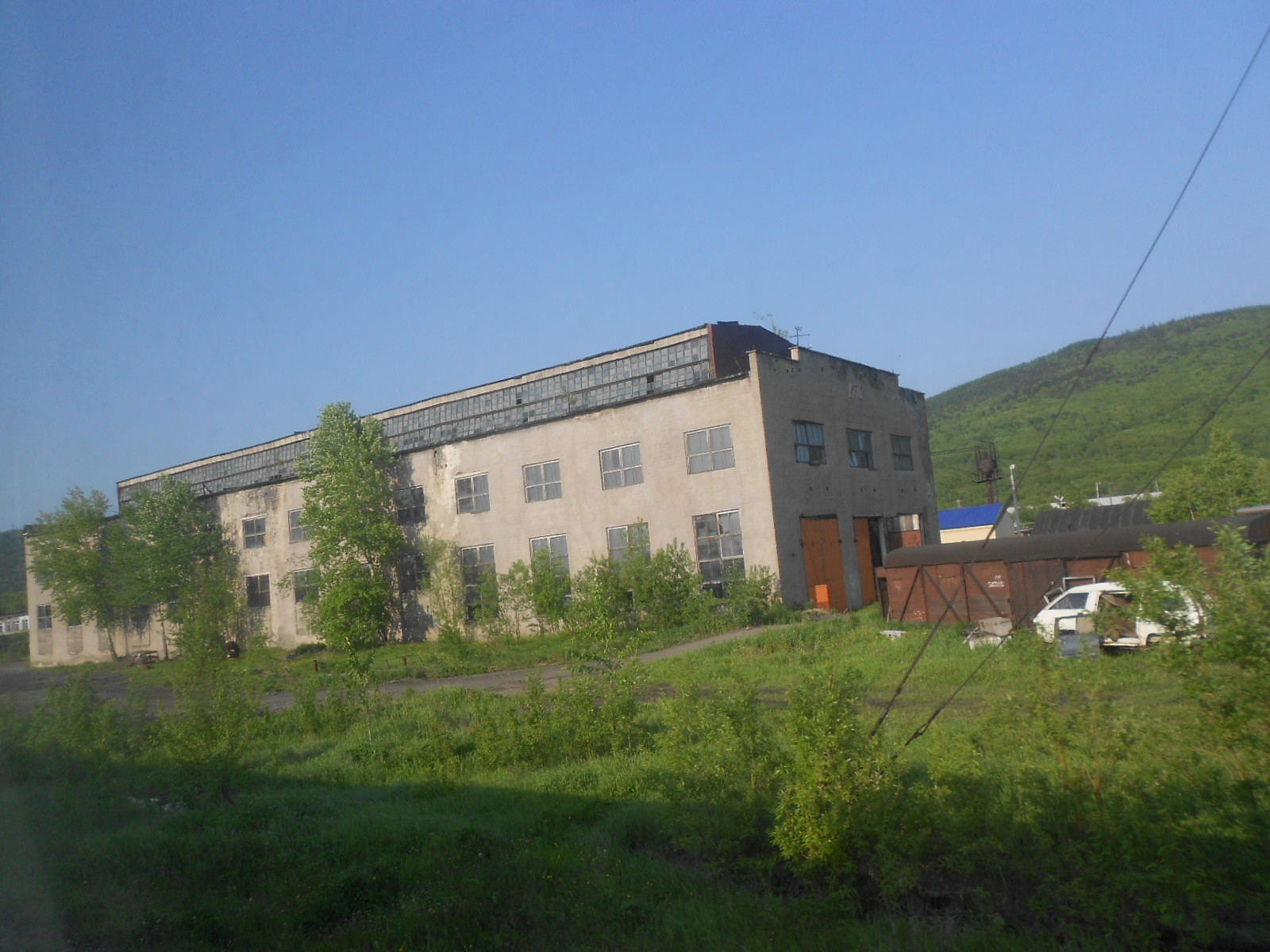
Здание депо (2016)

Депо не имеет собственного приписанного подвижного состава.
В депо производится техническое обслуживание тепловозов ТГ16, ведущих грузовые и пассажирские поезда на участке Поронайск — Ноглики, а также тепловозов ТГМ7, производящих манёвровую работу в Тымовске. Также в депо имеется база запаса, на которой хранились тепловозы модели ТГ22,ТГ21, ТГМ11 и т.д. поступавшие ранее на Сахалин.